# Hynek Jindřich Novohradský z Kolovrat

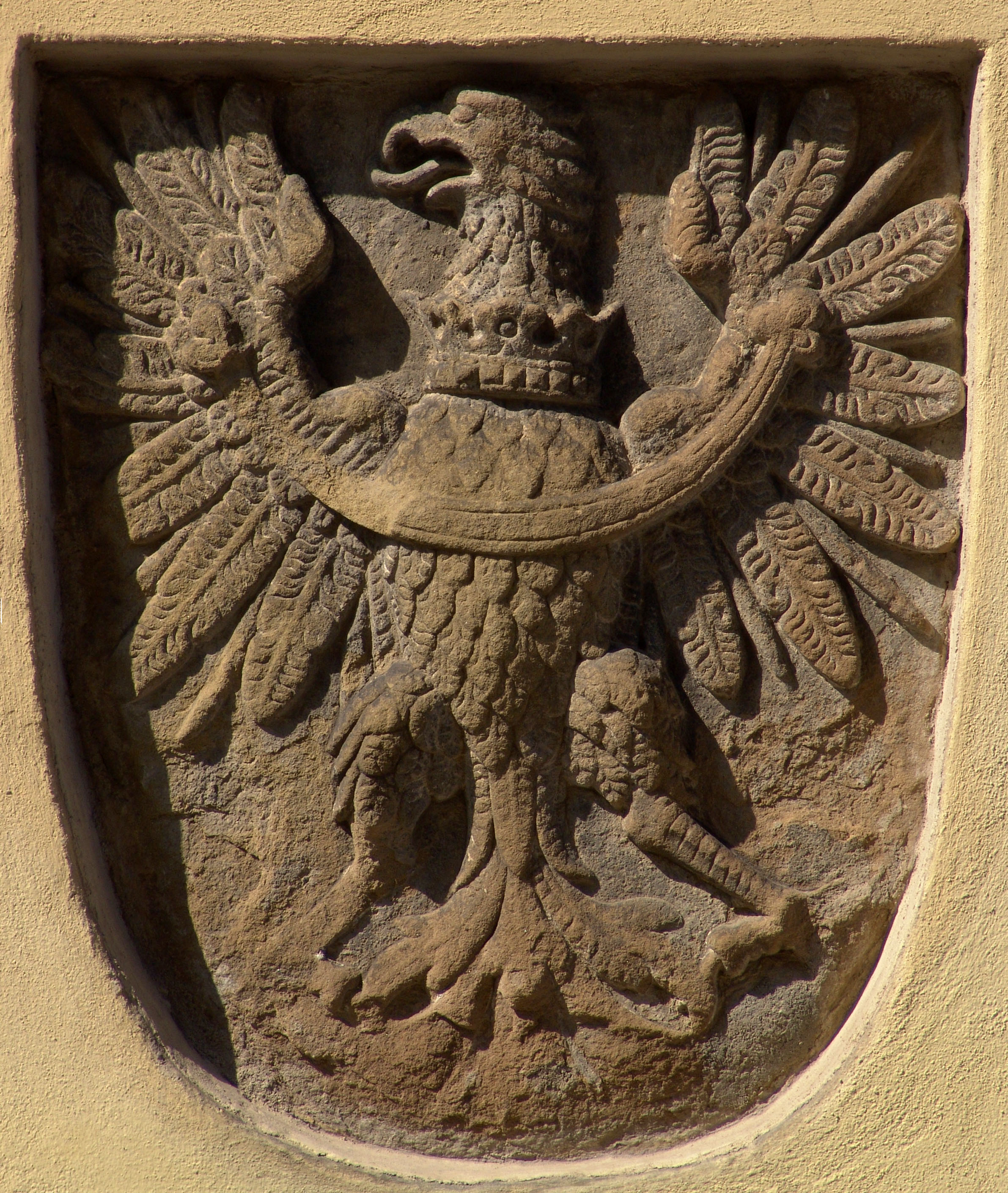
Erb Hynka Jindřicha Novohradského z Kolovrat na budově č. 8 na Petrově v Brně.

Hynek (Ignác) Jindřich Nowohradský z Kolowrat († 24. října 1628, Brno) byl brněnským proboštem a olomouckým světícím biskupem v 17. století.

## Životopis
Narozen mezi lety 1575 a 1577, pocházel ze staré české šlechtické rodiny. Byl synem luterských rodičů, v deseti letech se stal katolíkem, protože studoval u jezuitů. Roku 1596 byl papežem Klimentem VIII. přijat do Collegia Germanica, kde studoval do roku 1600. Na olomoucký kanonikát byl prezentován císařem již roku 1598, zároveň byl kanovníkem pražským a roku 1601 kustodem katedrály olomoucké. Roku 1603 jej panovník prezentoval i na brněnské proboštství, roku 1615 byl jmenován scholastikem kapituly olomoucké. Na kněze byl vysvěcen až roku 1612, 29. srpna 1618 byl jmenován titulárním biskupem nikopolským a sufragánem olomouckým, téhož roku vysvěcen. Roku 1623 byl zvolen proboštem olomoucké kapituly a byl tehdy i kustodem vratislavským, arcijáhnem brněnským a císařským radou. Zemřel v Brně 24. října 1628.